# Hugo van Gijn
Simon Marius Hugo (Hugo) van Gijn (Dordrecht, 8 oktober 1848 - aldaar, 24 september 1937) was een Dordtse houthandelaar, vooraanstaand vrijmetselaar en liberaal politicus.
Hugo van Gijn was een zoon van houthandelaar Hugo van Gijn en Christina Johanna Antonia Blussé. Hij was een halfbroer van Anton van Gijn, die (na het terugtreden van Hugo uit de politiek) minister van Financiën en lid van de Tweede Kamer zou worden. Na een handelsopleiding werd hij in 1870 lid van de houthandelsfirma van zijn vader, Kuijl en Van Gijn, welke hij na het overlijden van zijn vader zou overnemen. Van 1877 tot 1895 was hij lid van de gemeenteraad van Dordrecht, en van 1884 tot 1891 daarnaast ook wethouder. In Dordrecht richtte hij een Industrie- en Huishoudschool voor Meisjes op, en hij was mede-oprichter van de Vereeniging Oud-Dordrecht en de Johanna Heilina Stichting.
In 1889 versloeg Van Gijn de anti-revolutionaire kandidaat in zijn district en werd hij in de Tweede Kamer der Staten-Generaal gekozen. Hij zou tot 1909 lid blijven, met een korte onderbreking in 1894. Hij was een liberaal Kamerlid, en koos in 1894 de zijde van de anti-Takkianen; in 1901 was hij lid van de Liberale Unie en van 1902 tot 1905 behoorde hij tot de Vooruitstrevend-Liberale Kamerclub. In de Kamer sprak hij veelal over zaken met betrekking tot zijn district (Dordtse waterwegen, de tram naar de Hoeksche Waard, verbetering van het Hollandsch Diep) en over marine-aangelegenheden.
Van Gijn was een prominent vrijmetselaar, lid van Loge La Flamboyante in Dordrecht en was tussen 1906 en 1917 Grootmeester-Nationaal van de Orde van Vrijmetselaren. In 1898 werd Van Gijn benoemd tot Ridder in de Orde van de Nederlandse Leeuw. In 1909 ontving hij de gouden gedenkpenning van de lokale vrijzinnige kiesvereniging vanwege zijn 20-jarig Kamerlidmaatschap.

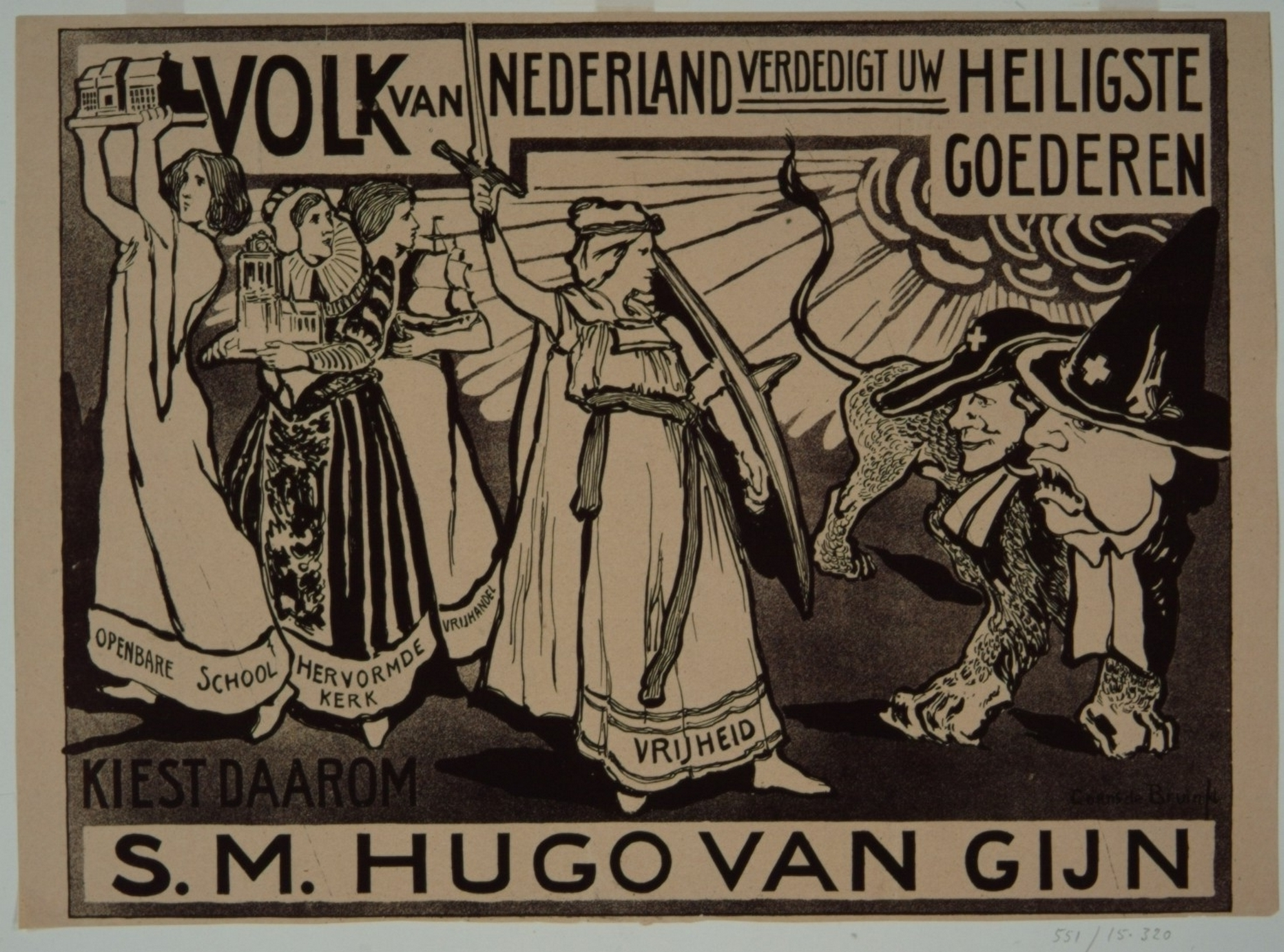
Affiche voor de verkiezing van leden van de Tweede Kamer op 16 mei 1905 met daarop de Vrijheid, met zwaard en schild gewapend, die de Hervormde kerk, de vrijhandel en de openbare school verdedigt tegen een tweekoppig monster: de antirevolutionairen en katholieken

- Biografisch Portaal: 20338080
- Gemeinsame Normdatei: 122677692
- International Standard Name Identifier: 0000 0000 2248 9311
- Nederlandse Thesaurus van Auteursnamen: 215724852
- Parlement.com: vg09ll1agmvl
- Virtual International Authority File: 18111502
- WorldCat: E39PBJhGYH4wtpqrHtttWDKmVC